# Estat coixí
En geopolítica, un estat coixí és un país situat entre dues grans potències previsiblement hostils, i que, per la seva pròpia existència, es creu que pot prevenir el conflicte entre aquestes. En general, quan un estat coixí és realment independent, la seva política exterior té una orientació neutralista.
El concepte d'estat coixí es va formar en els mitjans diplomàtics de l'Europa del segle xvii, si bé en retrospectiva es poden trobar exemples d'aquests estats en totes les èpoques.
Alguns exemples d'estat coixí són:
- Armènia Sofene, entre l'Imperi Romà i l'Imperi Part.
- Afganistan, entre l'Imperi Rus i l'Índia britànica.
- Mongòlia, entre la República Popular de la Xina i Rússia.
- Polònia després de la Primera Guerra Mundial, entre Alemanya i l'URSS.
- Tailàndia, entre l'Imperi Britànic (Burma) i la Indoxina francesa.
- Uruguai, com a zona desmilitaritzada entre Argentina i l'Imperi del Brasil.
- Paraguai, després de la Guerra de la Triple Aliança de 1870.
- Nepal i Bhutan, entre l'Índia i la República Popular de la Xina.
- Àustria, Suècia i Finlàndia durant la Guerra Freda.
- Transsilvània, entre l'Imperi Otomà i l'Imperi Austríac.
- Bèlgica fins a la Primera Guerra Mundial, entre França i Alemanya.
- La Marca Hispànica, entre l'Àndalus i l'Imperi carolingi.
- Corea del Nord, entre la Xina i les forces americanes a Corea del Sud i Japó.